# Cheiloneurus chrysopae
Cheiloneurus chrysopae är en stekelart som beskrevs av David Timmins Fullaway 1946. 
Cheiloneurus chrysopae ingår i släktet Cheiloneurus och familjen sköldlussteklar. Artens utbredningsområde är Guam. Inga underarter finns listade i Catalogue of Life.